# برونوو لئالی
برونوو لئالی (ایتالیایی: Bruno Leali؛ زادهٔ ۶ مارس ۱۹۵۸) دوچرخه‌سوار اهل ایتالیا است.